# Distretto di Amakusa
Il Distretto di Amakusa (天草郡, Amakusa-gun?) è uno dei distretti della prefettura di Kumamoto, in Giappone.
Attualmente fa' parte del distretto solo il comune di Reihoku.